# Mas d'en Gil
El Mas d'en Gil és un mas considerat com a monument protegit com a bé cultural d'interès local del municipi de Riudecols (Baix Camp).

## Descripció
El mas el conforma un conjunt de tres edificis que es troben dins d'un recinte enjardinat, dominant la riera de Riudecols, vora la carretera de Reus a Móra (N-420). L'edifici central és l'habitacle, de planta quadrada i dues plantes. La planta baixa s'ordena entorn d'un eix simètric sobre el qual s'assenta la peça central que comunica el jardí posterior amb l'anterior. La segona planta, de dimensions més reduïdes, és un quadrat perfecte; té tres obertures a cada façana per damunt les terrasses de la planta baixa. La tercera planta està formada per tres golfes amb cobertes a doble vessant que configuren un esquema de creu grega. Al centre s'aixeca una torreta quadrada coberta a quatre aigües, amb un sol buit per cara i envoltat per una balustrada. Al jardí hi ha una capella dedicada a sant Josep, del mateix estil de la casa, feta d'obra amb maons i paredat.

## Història
La masia va ser construïda el 1878 amb pretensions de vil·la residencial, molt típica de l'època. És de destacar el jardí.